# Diwan
Il termine dīwān (in arabo ﺩﻳﻮﺍﻥ‎?), di origine probabilmente persiana (dīvān), anche se gli etimologi arabi non mancano di riferirla al verbo dawwana (radunare), è usato nella cultura arabo-islamica per identificare diversi concetti, tra loro solo apparentemente diversificati.
Un primo significato è quello di "registro" che, in poesia, serve a indicare il canzoniere, la raccolta cioè dei versi e dei componimenti sopravvissuti di un poeta, come quelli dei mistici e poeti persiani Hafez e Jalal al-Din Rumi.
Un secondo significato è quello che è passato ad arricchire anche il lessico italiano col termine dogana. Nella tradizione amministrativa arabo-islamica infatti, i burocrati usavano riunirsi in ambienti specifici dove poter conservare i registri (chiamati anche daftar) e tutti gli atti scritti utili alla memoria storica e a mantenere nel tempo una linea coerente di azione amministrativa.
Da questo punto di vista si capisce perché il termine sia stato sovente usato in passato per indicare quello che nella tradizione cristiana occidentale è l'equivalente di un dicastero incaricato di svolgere l'amministrazione della cosa pubblica.
A titolo esemplificativo si possono citare: il dīwān al-kharāj (ossia "ministero delle imposte [fondiarie]"), il dīwān al-jaysh (ossia "ministero della guerra"), il dīwān al-rasāʾil (una sorta di archivio di Stato) o il dīwān al-maẓālim (ossia "ministero della giustizia"). Da questa precisa accezione deriva il termine "dogana", probabilmente importato a Venezia per indicare l'Ufficio dei dazi cui erano assoggettate le merci d'importazione.
Anche il governo del sultano nell'Impero ottomano era detto Dîvân-i humâyûn. Il governo, presieduto dal gran visir, si riuniva regolarmente nel palazzo; ma quando bisognava prendere una decisione particolarmente importante, il sultano convocava un diwan a cavallo, memoria delle origini nomadi dei Turchi. I giannizzeri venivano schierati su una grande spianata ed i ministri (visir) stavano in sella ad aspettare l'imperatore che giungeva a cavallo per consultarli.
Dal fatto che i burocrati usavano lavorare in ambienti dotati di scaffalature finalizzate alla ordinata conservazione dei registri, in cui non si faceva comunque uso di sedie, ma solo di tappeti e cuscini, il fatto di stare accomodati su tali imbottiture ha originato la parola divano, nel senso specifico di mobile d'arredamento atto alla seduta di più persone: fenomeno indirettamente confermato nella seconda edizione dell'Encyclopédie de l'Islam, che afferma, riferendosi all'India islamica: "Dans les maisons ou le palais des personnages importants ou riches, il y avait autrefois un appartement particulier appelé dīwān-i khāna, correspondant au salon moderne, mais qui était exclusivement réservé aux hommes de la famille et à leurs hôtes ou visiteurs...".
Un terzo significato del termine si riferisce alla funzione amministrativa che in India era tipica di alti funzionari.
I dīwān provenivano da famiglie di alto rango e di spicco nella storia dell'Impero Moghul e post-Moghul (ma anche hindu), che assolvevano compiti di notevole importanza nel governo imperiale musulmano o dei vari reami induisti.